# Pouic explore le monde
Pouic explore le monde (Peep and the Big Wide World) est une série d'animation americano-canadienne en soixante épisodes de 25 minutes produite par WGBH et 9 Story Entertainment, et diffusée entre le 12 avril 2004 et le 14 octobre 2011 sur TV Ontario et TLC dans le bloc de programmes Ready Set Learn. Elle est basée sur le court métrage de 1988 Pit et le vaste monde produit par l'Office national du film du Canada, lui-même basé sur le court métrage de 1962 Les aventures de Piou-Piou, également produit par l'ONF.
Au Québec, elle a été diffusée à partir du 11 juin 2005 à la Télévision de Radio-Canada, et en France sur France 5 dans l'émission Debout les Zouzous, puis rediffusée sur TiJi.

## Synopsis
Situé dans un étang, un arbre et un seau d'étain, la série suit les aventures quotidiennes du poussin Pouic et de ses amis Quack, un canard, et Tchiki, un rouge gorge.
Chaque épisode contient deux histoires qui mettent en évidence l'importance de concepts scientifiques spécifiques ainsi que deux courts métrages d'action présentant des enfants illustrant ces concepts.

## Voix anglophones
- Piou-Piou (1962), Pit (1988), et Pouic (2004-2011) (Peep) : Scott Beaudin (2004-2007), Shawn Molko (2009), et Maxwell Uretsky (2011)
- Cui-Cui (1962), Cui (1988), et Tchiki (2004-2011) (Chirp) : Amanda Soha
- Coin-Coin (1962), Couac (1988), et Kouac (2004-2011) (Quack) : Jamie Watson
- Narrateur : Joan Cusack